# Salasjaure
Salasjaure är en sjö i Jokkmokks kommun i Lappland och ingår i Luleälvens huvudavrinningsområde. Sjön har en area på 0,787 kvadratkilometer och ligger 590,1 meter över havet. Salasjaure ligger i Pärlälvens fjällurskog Natura 2000-område. Sjön avvattnas av vattendraget Luokajåkkå.

## Delavrinningsområde
Salasjaure ingår i det delavrinningsområde (741317-161662) som SMHI kallar för Utloppet av Salasjaure. Medelhöjden är 667 meter över havet och ytan är 4,18 kvadratkilometer. Räknas de 2 avrinningsområdena uppströms in blir den ackumulerade arean 23,35 kvadratkilometer. Luokajåkkå som avvattnar avrinningsområdet har biflödesordning 3, vilket innebär att vattnet flödar genom totalt 3 vattendrag innan det når havet efter 278 kilometer. Avrinningsområdet består mestadels av skog (71 procent). Avrinningsområdet har 0,79 kvadratkilometer vattenytor vilket ger det en sjöprocent på 18,8 procent.